# Willekensberg
Willekensberg är en kulle i Belgien.   Den ligger i provinsen Limburg och regionen Flandern, i den centrala delen av landet, 60 km öster om huvudstaden Bryssel. Toppen på Willekensberg är 70 meter över havet, eller 23 meter över den omgivande terrängen. Bredden vid basen är 0,89 km.
Terrängen runt Willekensberg är huvudsakligen mycket platt. Runt Willekensberg är det tätbefolkat, med 659 invånare per kvadratkilometer.. Närmaste större samhälle är Hasselt, 13,5 km sydost om Willekensberg. 
Omgivningarna runt Willekensberg är en mosaik av jordbruksmark och naturlig växtlighet.